# Palais Rhédey
Le Palais Rhédey ( palatul Rhédey en roumain, Rhédey-palota en hongrois) est un palais transylvain  situé à Cluj Napoca (Kolozsvár) en Roumanie, précisément à l'angle de la Piața Unirii et de la rue Napoca. Il fut construit pour la famille Rhédey.

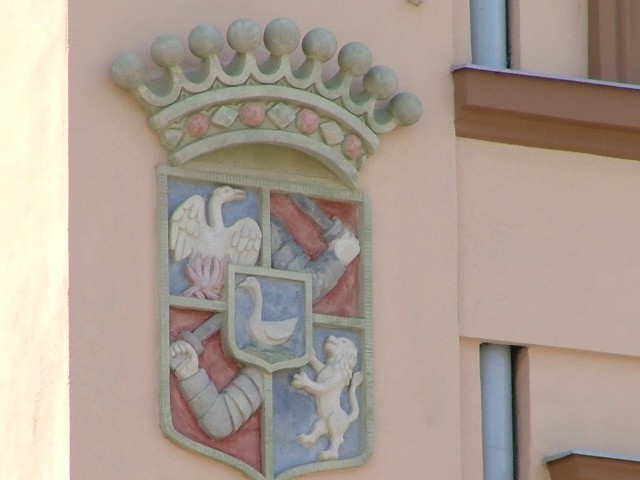
Blason de la famille Rhédey sur la façade du bâtiment, détruit dans les années 1950 puis rénové ces dernières années